# 西会津国際芸術村
西会津国際芸術村（にしあいづこくさいげいじゅつむら、英語: Nishiaizu international art villege、略称:NIAV）は、福島県西会津町新郷笹川に所在するクリエイティブセンター。展示ギャラリーおよびアーティスト・イン・レジデンスを含む文化交流施設・インキュベーションセンターで、旧新郷中学校の木造校舎を利用して2004年に開設された。

## 概要
2002年春に廃校となった旧新郷中学校の木造校舎を活用し、芸術家が滞在しながら創作活動を行える施設（アーティスト・イン・レジデンス）として開設された。初年度の2004年にはリトアニアより2名のアーティストが招聘され、新郷小学校や尾野本小学校との交流も行われた。その後もポルトガルやアメリカ合衆国など各国から外国人アーティストが招聘され、創作活動や交流が続いた。
2012年からはスタッフが常駐。翌2013年度からは外国人にこだわらず広く滞在アーティストを募集し、ワークショップや企画展を開始。数年のうちに滞在アーティスト、来館者ともに大幅に増加し、年間4,000人ほどが来館するようになった。
2017年8月から一時休館し、建築基準法上の用途を「学校施設」から「会議室」「展示室」などの用途に変更するため、消防設備の設置をはじめとした改修工事が行われ、2018年4月にリニューアルオープン。このときから、一般社団法人BOOTが指定管理者として運営を開始した。
毎年秋に行われる公募展が大きなイベントとなっている。

## 施設
館内は、中学校であった当時の備品や、過去のアーティストたちの作品が展示されている。第1期のリトアニアからの滞在アーティストによる作品「緑の温泉」も見られる。
1F
- コワーキングスペース「じぶんカフェ」
- チャレンジキッチン「まぼろしレストラン」
- 木工室
- 移住相談室「西会津のある暮らし相談室」（2015年度に開設[7]）・移住図書館

2F
展示・制作スペースとして4教室

### NIAVレジデンス
現在、アーティストの滞在には、レジデンス施設として旧教員宿舎が活用されている（3部屋の個室・共有キッチン/風呂/トイレ/ランドリーなどの設備がある）。
レジデンスは、滞在を希望するアーティストやクリエイターが西会津国際芸術村に滞在を申請し、審査を経て町の許可が出ると滞在が可能となる。滞在クリエイターは、絵画や彫刻などの美術分野にとどまらず、デザイン・写真・映像・和紙・木工・音楽・ダンス・料理・演劇・現代アート など多岐にわたる。滞在後は同施設内のギャラリーで展示もしくはパフォーマンスするクリエイターが複数存在する。ディレクターがランドスケープアーキテクトであるため、土地の記憶を生かしたサイトスペシフィックな作品展開や、地域の潜在的な価値を見つめる視点をもたらすクリエイターとのコラボレーションが見られる。

### 蒲生館
2018年には、JR野沢駅や高速バスからアクセスしやすいまちなかサテライト拠点として、旅館「蒲生館」をリノベーションした施設が公開された。